# 河豚鍋
河豚鍋（ふぐなべ）は、古典落語の演目の一つ。河豚汁（ふぐじる）とも。

## 概要
原話は十返舎一九の笑話集『落咄臍くり金（おとしばなしへそくりきん）』の「鰒汁（ふくとじる または ふぐじる）」。この原話を上方の2代目林家染丸がアレンジしたとされる。現在は東西で広く演じられる。
主な演者に、上方では3代目林家染丸、初代森乃福郎、4代目林家小染、6代目笑福亭松喬、桂吉朝が、東京では2代目桂小南が知られる。

## あらすじ
演者はまず、フグが一般に簡単に手に入り、かつふぐ調理師の免許制度がなかった昔には、フグの毒による死亡事故が後を絶たなかった、ということを説明する（松尾芭蕉の句「あら何ともなや きのふは過て ふくと汁」を引用するなど）。
ある男の家に、出入りの幇間が久々にたずねて来る。男の家ではちょうど酒と酒肴の支度をしていたので、男は幇間に飲み食いしていくよう座敷に誘う。「あんた、鍋は食べるか?」「あいにく歯があまり丈夫ではないので……」
酒肴はもちろん鍋そのものではなく、鍋料理であった。白菜、シイタケ、豆腐などの具材の間から、白身の魚が見える。男は「思いがけず、フグが手に入ったのだ」と言う。ふたりはフグを食べた経験がなく、中毒が怖いので、お互いにゆずり合うばかりで一向に箸をつけようとしない。
ふたりが鍋を前に途方にくれていると、男の妻が座敷に入ってくる。「おこもさん（＝乞食）が『お余り（＝残飯）を恵んでください』と言ってなかなか帰らないのです」それを聞いた男は「それなら、このフグをそいつに食べさせて、そいつの様子を見て何も起こらなければ、われわれもこの鍋をいただくとしよう」と幇間に提案し、出て行った乞食を幇間に尾行させる。
幇間は、男の家に戻って「座り込んで気持ちよさそうに眠っていたので（あるいはそれに加えて「目をこらすと食器が空だったので」）、食べてしまったのではないかと思う」と男に報告する。それでもふたりの不安はぬぐえず、ふたたびゆずり合いを始めるが、男が「こうしていても仕方ないので、『1、2の3』で一斉に口に入れよう」と提案する。ふたりがそのようにして食べてみると美味なので、そろって驚く。喜んだふたりはそれまでの恐怖を忘れて、鍋を平らげる。
そこへ先の乞食が、今度は座敷の庭先に現れ、男に「先ほどのものは、すべてお召し上がりになりましたでしょうか?」と問う。男は「味をしめたな。残念だがこの通り、すべて食べてしまったよ」
「そうですか。それならわたしは、これからゆっくりいただきます」

## バリエーション
- 上方では、幇間に「大橋さん」という名をつける演じ方がある。3代目林家染丸の本名「大橋駒次郎」に由来する。